# یاتیگامانا
یاتیگامانا (به لاتین: Yatigammana) یک منطقهٔ مسکونی در سری‌لانکا است که در استان مرکزی (سری‌لانکا) واقع شده‌است.